# Haus Fleischmann

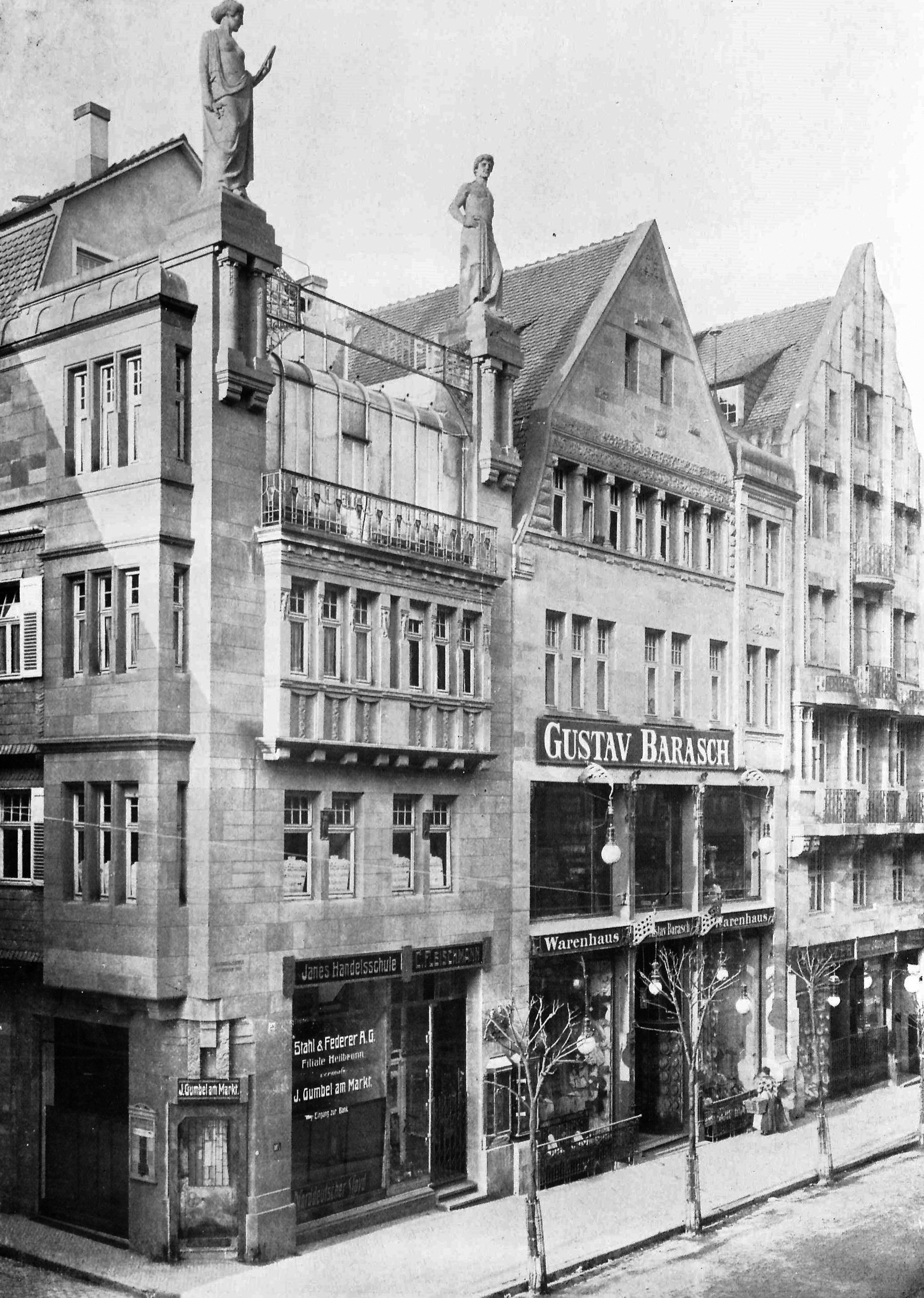
Haus Fleischmann (links) in Heilbronn, Foto von 1907

Das Haus Fleischmann in der Kaiserstraße 50 in Heilbronn wurde 1905/06 nach Plänen der Architekten Emil Beutinger und Adolf Steiner erbaut. Das Gebäude wurde beim Luftangriff vom 4. Dezember 1944 zerstört. Heute befindet sich an seiner Stelle das Einkaufszentrum Klosterhof.

Kaiserstraße beim Durchbruch 1897, das Fachwerkgebäude mit den vorkragenden Geschossen in der Bildmitte ist die spätere Kaiserstraße 50.

## Geschichte
Vor der Umgestaltung der Kaiserstraße zur Durchgangsstraße 1897 hatte das Anwesen die Adresse Präsenzgasse 10 getragen. Bei der Häuserzählung 1855 erhielt es die Nummer 32. Der einst dort befindliche Bau war ein fünfgeschossiges Fachwerkgebäude der Branntweinbrennerei und Likörfabrik Strauß und Hirschberger. Nach dem Umbau der Kaiserstraße entstanden auf vielen der alten Grundstücke repräsentative Gebäude der Zeit. Das Haus Fleischmann an der Kaiserstraße 50 wurde 1905/06 nach Plänen der Architekten Beutinger und Steiner für den Hofphotographen Karl Fleischmann erbaut. Gleichzeitig wurden auch die beiden benachbarten Gebäude, Kaiserstraße 46 und 48, nach Plänen von Beutinger und Steiner (Nr. 46) und Adolf Braunwald (Nr. 48) erneuert.
Der massive Steinbau wurde von zwei Monumentalstatuen geschmückt. Die Schaufensterfassade gestaltete der Kunstschmied August Stotz. Die Baukosten betrugen 75.000 Mark. Im Erdgeschoss befanden sich zwei Läden, ein Büroraum und ein Garderobenraum. Im ersten Obergeschoss waren fünf Zimmer, WC und Küche, im zweiten Obergeschoss war zur Kaiserstraße hin ein Foto-Atelier eingerichtet, mit separatem Raum für die Fotoplatten, drei Zimmern, WC und Küche. Ein Treppenhaus im rückwärtigen Bereich des Hauses sowie ein Personenaufzug in der Gebäudemitte verbanden die Geschosse.
Von 1937 an war in dem Haus das Fotogeschäft Mangold. Beim Luftangriff vom 4. Dezember 1944 wurde das Haus zerstört und man errichtete an seiner Stelle nach dem Zweiten Weltkrieg einen Notbau, in dem sich bis zur Schließung 2003 weiterhin das Fotogeschäft Mangold befand. Kurz nach der Schließung wurde das Gebäude mit mehreren umliegenden Gebäuden abgerissen und an deren Stelle das Einkaufszentrum Klosterhof errichtet, das 2009 eröffnet wurde.